# Куликово (Рыбинский район)
Кулико́во — деревня в Шашковской сельской администрации Назаровского сельского поселения Рыбинского района Ярославской области.
Деревня расположена в окружении полей на правом берегу реки Жидогость, к северу от автомобильной дороги Шашково-Тутаев. На противоположном левом берегу в 1 км выше по течению стоит деревня Паулино. На том же берегу, ниже по течению стоит деревня Демидово и на том же берегу к северо-западу деревня Чернышкино. Просёлочная дорога через Чернышкино выходит к центру сельской администрации Шашково. В направлении на юг эта дорога через Демидово и Петреево выходит на шоссе Шашково-Тутаев.
Деревня Куликова указана на плане Генерального межевания Романовского уезда 1790 года. После объединения уездов в 1822 году Куликово относилось к Романово-Борисоглебскому уезду.
На 1 января 2007 года в деревне числилось 2 постоянных жителя. Почтовое отделение Шашково обслуживает в деревне Куликово 7 домов.